# Паланська сільська рада (Уманський район)
Пала́нська сільська́ ра́да — адміністративно-територіальна одиниця та орган місцевого самоврядування в Уманському районі Черкаської області. Адміністративний центр — село Паланка.

## Загальні відомості
- Населення ради: 14789 осіб

## Населені пункти
Сільській раді підпорядковані населені пункти:
- Паланка
- Антонівка
- Берестівець
- Городецьке
- Громи
- Іванівка
- Кочержинці
- Краснопілка
- Кочубіївка
- Максимівка
- Піківець
- Посухівка
- Родниківка
- Синиця
- Томашівка
- Черповоди
- Юрківка
- Яроватка

## Склад ради
Рада складається з 26 депутатів та голови.
- Голова ради: Яремчук Руслан Анатолійович
- Секретар ради: Буць Ольга Сергіївна

### Керівний склад попередніх скликань
| Прізвище, ім'я, по батькові | Основні відомості                                                                      | Дата обрання | Дата звільнення |
| --------------------------- | -------------------------------------------------------------------------------------- | ------------ | --------------- |
| Кучеренко Петро Федорович   | Сільський голова, 1956 року народження, освіта вища, член Комуністичної партії України | 26.03.2006   | 31.10.2010      |
| Кучеренко Петро Федорович   | Сільський голова, 1956 року народження, освіта вища, член Комуністичної партії України | 31.10.2010   |                 |

Примітка: таблиця складена за даними сайту Верховної Ради України

### Депутати
За результатами місцевих виборів 2010 року депутатами ради стали:

#### За суб'єктами висування
| Суб'єкт висування | Кількість обраних депутатів | %    |
| ----------------- | --------------------------- | ---- |
| Партія регіонів   | 11                          | 68,8 |
| Самовисування     | 5                           | 31,3 |

#### За округами
| № округу        | Прізвище, ім'я, по батькові  | Дата визнання обраним | Освіта             | Партійна приналежність                        | Відомості про обраного депутата                                |
| --------------- | ---------------------------- | --------------------- | ------------------ | --------------------------------------------- | -------------------------------------------------------------- |
| Партія регіонів |                              |                       |                    |                                               |                                                                |
| 1               | Запаско Любов Михайлівна     | 01.11.2010            | середня спеціальна | член Партії регіонів                          | Паланська сільська рада, головний бухгалтер                    |
| 2               | Кравченко Тетяна Василівна   | 01.11.2010            | середня спеціальна | член Партії регіонів                          | Паланська сільська рада, секретар                              |
| 6               | Мамедова Тетяна Антонівна    | 01.11.2010            | вища               | позапартійна                                  | Паланська дитяча установа, кухар                               |
| 7               | Кравченко Інна Володимирівна | 01.11.2010            | вища               | позапартійна                                  | Паланське відділення зв'язку, листоноша                        |
| 8               | Кучеренко Андрій Васильович  | 01.11.2010            | середня            | член Партії регіонів                          | Паланський будинок культури, художній керівник                 |
| 9               | Косенко Володимир Дмитрович  | 01.11.2010            | середня            | член Партії регіонів                          | ДП «Уманьгаз», слюсар                                          |
| 10              | Панасенко Микола Федорович   | 01.11.2010            | вища               | член Партії регіонів                          | Паланська загальноосвітня школа, кочегар                       |
| 11              | Гончаренко Василь Іванович   | 01.11.2010            | вища               | позапартійний                                 | Паланська загальноосвітня школа, вчитель фізичної культури     |
| 13              | Хоменко Анатолій Петрович    | 01.11.2010            | середня            | член Партії регіонів                          | в/ч А 1588, охоронник                                          |
| 15              | Жовтюк Лариса Михайлівна     | 01.11.2010            | вища               | член Партії регіонів                          | Паланська загальноосвітня школа, вчитель зарубіжної літератури |
| 16              | Кравченко Надія Петрівна     | 01.11.2010            | вища               | позапартійна                                  | Паланський будинок культури, художній керівник                 |
| Самовисування   |                              |                       |                    |                                               |                                                                |
| 3               | Панночка Василь Васильович   | 01.11.2010            | вища               | член Всеукраїнського об'єднання «Батьківщина» | Паланська загальноосвітня школа, вчитель математики            |
| 4               | Андрійчук Людмила Василівна  | 08.04.2013            | вища               | член Партії регіонів                          | тимчасово не працює                                            |
| 5               | Середа Любов Іванівна        | 01.11.2010            | вища               | член Народної партії                          | ДП "Агрофірма «Байс-Агро», бухгалтер                           |
| 12              | Сливка Олександра Павлівна   | 01.11.2010            | вища               | член Народної партії                          | ДП "Агрофірма «Байс-Агро», зав.складом                         |
| 14              | Панченко Сергій Леонідович   | 01.11.2010            | вища               | позапартійний                                 | ФГ «Панченкове», керівник                                      |